# Gare de Miyazu
La gare de Miyazu (宮津駅, Miyazu-eki) est une gare ferroviaire localisée dans la ville de Miyazu, dans la préfecture de Kyoto, au Japon. La gare est exploitée par la compagnie Kyoto Tango Railway, sur les lignes  Miyazu et Miyafuku .

## Disposition des quais
La gare de Miyazu est une gare disposant de trois quais et de quatre voies
| N° de voie | Ligne          | Direction              |
| ---------- | -------------- | ---------------------- |
| 1          | ▆ KTR Miyazu   | Nishi-Maizuru          |
| 2          | ▆ KTR Miyazu   | Amanohashidate/Toyooka |
| 3          | ▆ KTR Miyazu   | Amanohashidate/Toyooka |
| 3          | ▆ KTR Miyazu   | Nishi-Maizuru          |
| 3          | ▆ KTR Miyafuku | Fukuchiyama            |
| 4          | ▆ KTR Miyafuku | Fukuchiyama            |

## Gares/Stations adjacentes
| Kyoto Tango Railway |                |                |                |                         |
| Direction Toyooka   | Ligne Miyazu   | Ligne Miyazu   | Ligne Miyazu   | Direction Nishi-Maizuru |
| Amanohashidate T15  |                | Local          |                | Kunda M13               |
| Direction Miyazu    | Ligne Miyafuku | Ligne Miyafuku | Ligne Miyafuku | Direction Fukuchiyama   |
| Terminus 14         |                | Local          |                | Miyamura F13            |

- Les Limited Express Hashidate et Tango Relay s'arrêtent à cette gare

| Limited Express |  |             |  |                |
| Ōe              |  | Hashidate   |  | Amanohashidate |
| Ōe              |  | Tango Relay |  | Amanohashidate |